# Sant'Alessio Siculo
Sant'Alessio Siculo est une commune italienne de la province de Messine, dans la région Sicile.

## Administration
| Période                                  | Période  | Identité                   | Étiquette    | Qualité      |
| ---------------------------------------- | -------- | -------------------------- | ------------ | ------------ |
| 15/05/2007                               | En cours | Dott. Nunzio Giovanni Foti | Lista Civica | Restaurateur |
| Les données manquantes sont à compléter. |          |                            |              |              |

### Hameaux
- Lacco, Sant'Alessio Village, Santa Margherita

### Communes limitrophes
Casalvecchio Siculo, Forza d'Agrò, Santa Teresa di Riva, Savoca